# Lasiophanes devexulus
Lasiophanes devexulus är en skalbaggsart som beskrevs av Holzschuh 1989. Lasiophanes devexulus ingår i släktet Lasiophanes och familjen långhorningar. Inga underarter finns listade i Catalogue of Life.